# Ernst Boekels
Ernst Heinrich Boekels (* 25. Dezember 1927 in Krefeld; † 5. Mai 2019 in Tönisvorst) war ein deutscher Allgemeinmediziner und Gründer des Medikamentenhilfswerks „action medeor“.

## Leben und Werk
Ernst Heinrich Boekels wurde als jüngstes von sieben Kindern im Dezember 1927 in Krefeld geboren. 1934 wurde er an der Knabenschule St. Tönis eingeschult, ab 1937 besuchte er das Realgymnasium in Krefeld. Im Februar 1945 wurde er zur Wehrmacht eingezogen und geriet im April 1945 in amerikanische Kriegsgefangenschaft. Nach seiner Freilassung im Juni 1945 machte er das Abitur.
Im April 1947 reiste Boekels nach Eichstätt, erhielt dort an der philosophisch-theologischen Hochschule einen Studienplatz und machte in den folgenden zwei Semestern sein Vorphysikum. Von dort wechselte er 1948 nach Regensburg, um dort das Physikum zu vollenden. Danach studierte er bis zum Staatsexamen, das er 1953 absolvierte, in Düsseldorf.
Nach ärztlicher Tätigkeit in Viersen, Kempen und Menden ließ er sich 1959 als praktischer Arzt in Tönisvorst nieder.
1963 begann Boekels Ärztemuster zu sammeln, zu sortieren und an bedürftige Menschen in Entwicklungsländer zu verschicken. Aus diesen Aktivitäten ging der Verein „action medeor e.V.“ hervor, den Ernst Boekels am 13. August 1964 gründete. Bis 1986 hatte er den Vorsitz des Vereins inne, doch auch danach engagierte er sich weiterhin privat für „action medeor“.
Während seiner Zeit als Vereinsvorsitzender bereiste er unter anderem Indien, Südamerika, die Philippinen, Bangladesch, China, Hongkong, den Kongo, Tansania, Peru, Argentinien, Paraguay, Burundi und Ruanda. Während eines Aufenthalts in Kalkutta lernte er Mutter Teresa kennen, die er bei einem späteren Besuch von ihr in Deutschland auch beherbergte.
Für sein Engagement für „action medeor“ erhielt Ernst Boekels viele Auszeichnungen, unter anderem den Verdienstorden des Landes Nordrhein-Westfalen, das Bundesverdienstkreuz Erster Klasse und das Ehrenkreuz der Österreichischen Albert-Schweitzer-Gesellschaft.
Im Jahr 1998 ging Ernst Boekels in Rente. Er verstarb am 5. Mai 2019 in Tönisvorst.